# Atlas (satelit)
Atlas este un satelit interior al lui Saturn care a fost descoperit de Richard Terrile în 1980 din fotografiile Voyager și a fost denumit S/1980 S 28.  În 1983, a fost numit oficial după Atlas din mitologia greacă, deoarece „ține inelele pe umeri”, așa cum Titanul Atlas susținea cerul deasupra Pământului.  Este, de asemenea, desemnat Saturn XV.
Atlas este cel mai apropiat satelit de marginea exterioară a inelului A și a fost mult timp considerat a fi un satelit păstor pentru acest inel. Cu toate acestea, acum se știe că marginea exterioară a inelului este menținută în schimb printr-o rezonanță orbitală de 7:6 cu sateliții mai mari, dar mai îndepărtați, Janus și Epimetheus.  În 2004, un inel subțire și slab, desemnat temporar R/2004 S 1, a fost descoperit pe orbita Atlanteană. 
Imaginile de înaltă rezoluție realizate în iunie 2005 de Cassini au arătat că Atlas are un centru aproximativ sferic înconjurat de o creastă ecuatorială mare și netedă. Cea mai probabilă explicație pentru această structură neobișnuită și proeminentă este aceea că materialul din inel măturat de satelit se acumulează pe satelit, cu o preferință puternică pentru ecuator din cauza gosimii scăzute a inelului. De fapt, dimensiunea crestei ecuatoriale este comparabilă cu lobul Roche al satelitului. Acest lucru ar însemna că, pentru orice particule suplimentare care impactează ecuatorul, forța centrifugă aproape că va depăși mica gravitație a lui Atlas și, probabil, se vor pierde. 
Atlasul este perturbat semnificativ de Prometheus și într-o măsură mai mică de Pandora, ceea ce duce la excursiuni în longitudine de până la 600 km (~0,25°) depărtare de orbita Kepleriană ce precesează, cu o perioadă de aproximativ 3 ani. Deoarece orbitele lui Prometheus și Pandora sunt haotice, se bănuiește că și a lui Atlas ar putea fi la fel. 

## Galerie

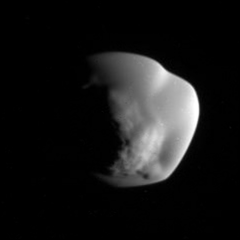
Atlas de deasupra polului său sudic (12 iunie 2007)
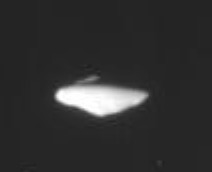
Atlas - Cassini (8 iunie 2005).
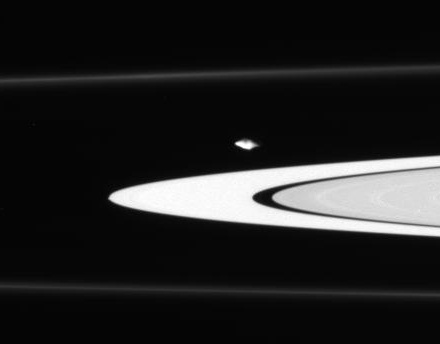
Atlas - inele A și F (30 iunie 2006).
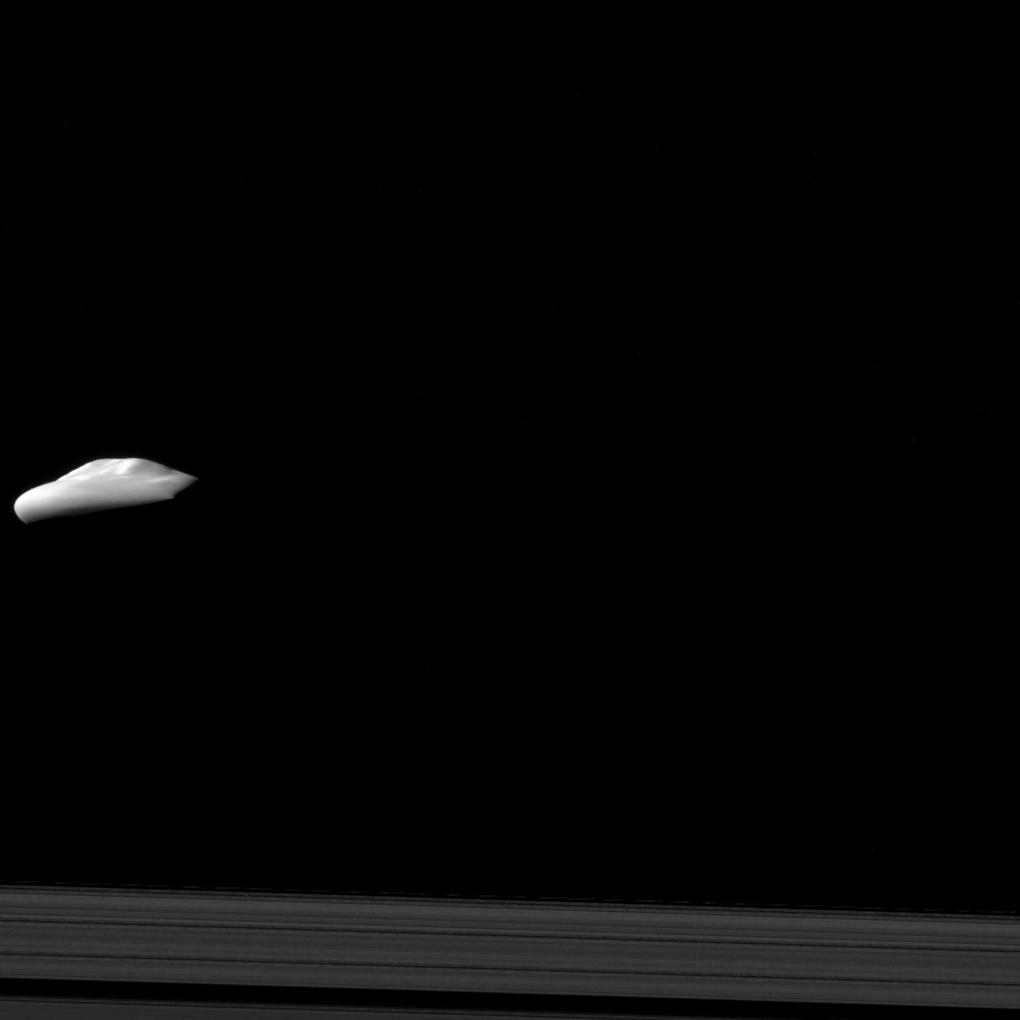
Atlas lângă inelul A (6 decembrie 2015).
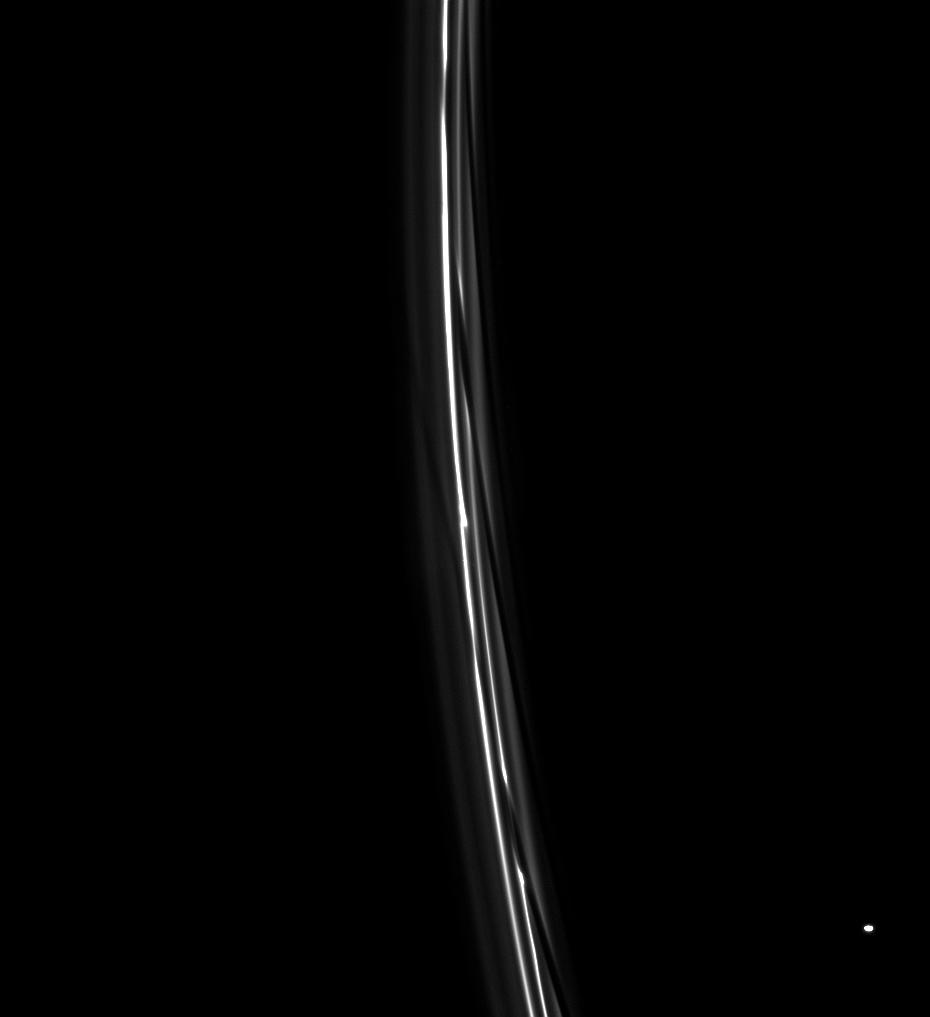
Atlas lângă inelul F (9 mai 2005).